# سارا بولگر
سارا لی بولگر (به انگلیسی: Sarah Lee Bolger) (زاده ۲۸ فوریه ۱۹۹۱) بازیگر ایرلندی است.
او بیشتر با نقش پرنسس در سریال تئودورها و همچنین نقش مالوری گریس در فیلم ماجراهای اسپایدرویک شناخته می‌شود.

## اوایل زندگی
بولگر در دوبلین، ایرلند زاده شد. او دختر مونیکا و درک بولگر است که یک قصاب است. او خواهر بزرگتر بازیگر اما بولگر نیز است.

## فعالیت هنری
وی در فیلم در آمریکا محصول سال ۲۰۰۳ با خواهرش همبازی شد. در سال ۲۰۰۸ تا ۲۰۱۰ در سریال تئودورها به ایفای نقش پرداخت.
ماجراهای اسپایدرویک نیز از مشهورترین فیلمهای این بازیگر است که در ان با فردی هایمور همبازی شده‌است.

## فیلم‌شناسی
| سال  | نام                 |
| ---- | ------------------- |
| ۲۰۰۳ | در آمریکا           |
| ۲۰۰۶ | تندرشکن             |
| ۲۰۰۸ | ماجراهای اسپایدرویک |
| ۲۰۱۵ | اثر ایلعازری        |
| ۲۰۱۵ | همه آمریکایی‌های من  |

## سریال‌ها
| سال         | نام                  |
| ----------- | -------------------- |
| ۲۰۰۸–۲۰۱۰   | تودورها              |
| ۲۰۱۲-تاکنون | روزی روزگاری         |
| ۲۰۱۵        | ورود به سرزمین‌های بد |